# Дорн (инструмент)
Дорн — инструмент, применяемый в металлообработке под давлением. Служит для поверхностного дорнования. Основным рабочим элементом дорна является зуб. По характеру работы зубьев (в условиях скольжения или условиях качения) дорны разделяют на дорны качения и дорны скольжения. Дорны могут быть однозубые и многозубые, цельные и набранные из отдельных зубьев.

## Типы дорнов
По конструктивному оформлению дорны бывают самых различных типов:
- а – однозубый с хвостовиком для работы на протяжном станке;
- б – однозубый без хвостовика для работы на прессе;
- в – однозубый без хвостовика с направляющим пояском;
- г – многозубый дорн с направляющим пояском;
- д – наборный дорн;
- е – режущая протяжка с дорнующими зубьями